# 8225-ös mellékút (Magyarország)
A 8225-ös számú mellékút egy 4 kilométer hosszú, négy számjegyű mellékút Győr-Moson-Sopron vármegye déli részén, a Sokorói-dombságban. Pannonhalma összekötését szolgálja a 82-es főúttal déli irányban

## Nyomvonala
Ravazd központjának keleti szélén ágazik ki a 82-es főútból, annak 54+700-as kilométerszelvénye táján, észak-északkelet felé. Első méterein keresztezi a Pándzsa-patak folyását, majd elhalad Ravazd Újtelep községrészének házai között, és alig 750 méter után már át is lép Pannonhalma területére. Bő 1,6 kilométer után keresztezi a Győr–Veszprém-vasútvonal vágányait, a megszűnt Ravazd megállóhely déli szélénél, 2,2 kilométer után pedig eléri a kisváros legdélebbi házait.
Pannonhalma belterületén előbb Arany János utca, majd Tabán utca néven halad, közben, 3,5 kilométer megtétele után kiágazik belőle délkeletnek a 82 121-es számú mellékút, amely a város déli szélén fekvő, kertvárosias vagy külterületi jellegű részeit (Illakalja, Tóthegy) tárja fel. Úgy tűnik, hogy belvárosi szakasza korábban a Mátyás király utcán haladt és az Apátsági Múzeumot elhagyva, a Szabadság tér keleti szélén ért véget, beletorkollva a 8224-es útba. A jelenleg érvényes útszámozás szerint egyetlen háztömbnyivel nyugatabbra, a Bajcsy-Zsilinszky Endre utcán haladva éri el a 8224-est, annak 12. kilométere közelében; egyenes folytatása a 82 122-es számú mellékút, amely Újtelep városrészen keresztül vezet a 82-es főút écsi szakaszáig.
Teljes hossza, az országos közutak térképes nyilvántartását szolgáló kira.gov.hu adatbázisa szerint 4,033 kilométer.

## Települések az út mentén
- Ravazd
- Pannonhalma